# 존 F. 케네디 도서관 및 박물관

로고

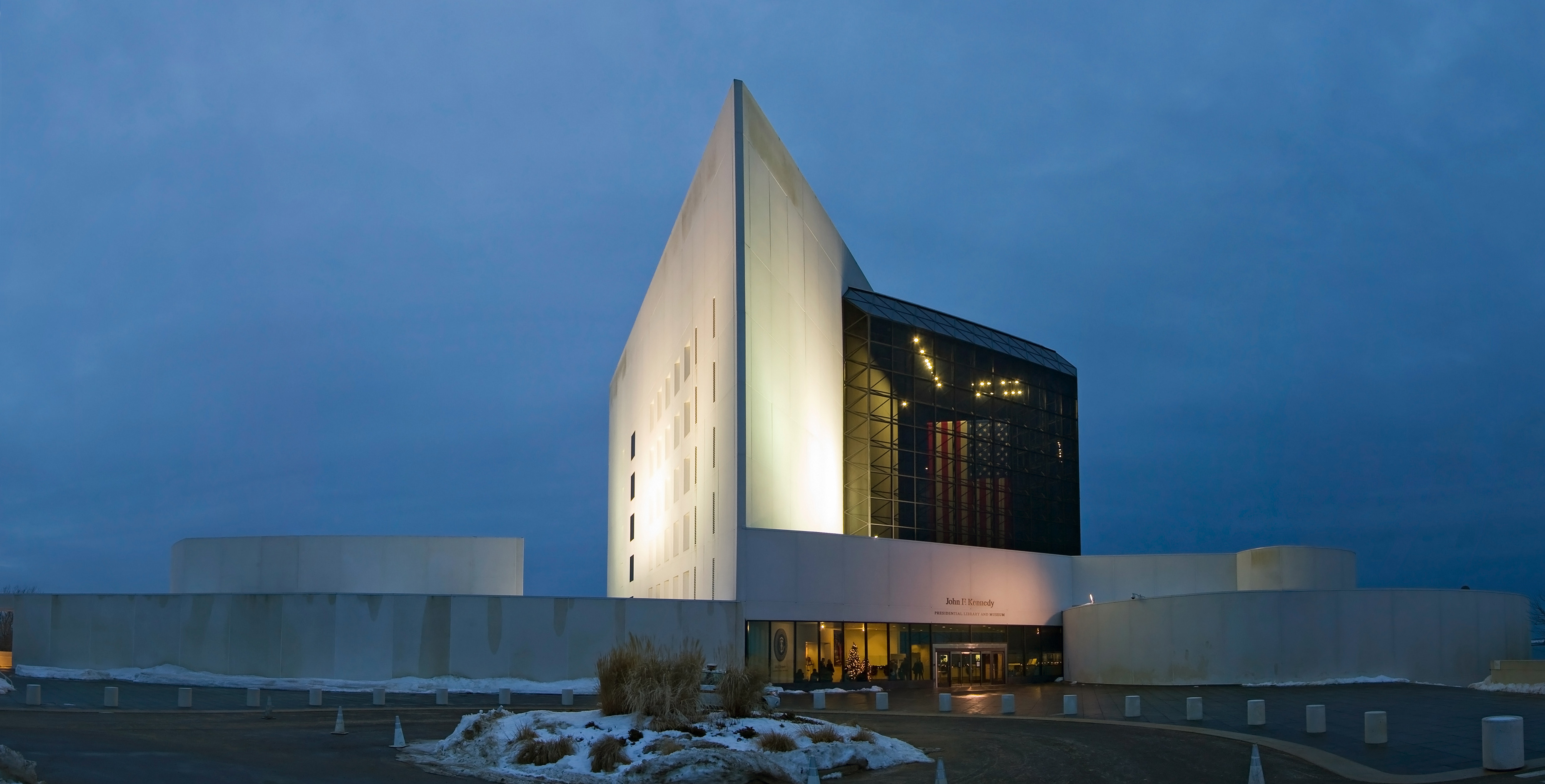
존 F. 케네디 도서관 및 박물관

존 F. 케네디 도서관 및 박물관(John F. Kennedy Presidential Library and Museum)은 미국 매사추세츠주 보스턴에 있는 대통령 도서관이자 박물관으로, 제35대 대통령 존 F. 케네디를 기리기 위해 만들어졌다. 도체스터 지역의 컬럼비아포인트에 있으며, 매사추세츠 대학교 보스턴과 매사추세츠 기록보관소 옆에 위치하고 있다. 설계는 I. M. 페이가 하였다.